# Per Elofsson
Per Eilert Elofsson (Umeå, 2 de abril de 1977) es un deportista sueco que compitió en esquí de fondo. 
Participó en dos Juegos Olímpicos de Invierno, obteniendo una medalla de bronce en Salt Lake City 2002, en la prueba de 10 km+10 km persecución, y el cuarto lugar en Nagano 1998, en la prueba de relevo.
Ganó cinco medallas en el Campeonato Mundial de Esquí Nórdico, en los años 2001 y 2003.

## Palmarés internacional
| Juegos Olímpicos   | Juegos Olímpicos                | Juegos Olímpicos  | Juegos Olímpicos        |
| Año                | Lugar                           | Medalla           | Prueba                  |
| ------------------ | ------------------------------- | ----------------- | ----------------------- |
| 2002               | Salt Lake City (Estados Unidos) | Medalla de bronce | 10 km+10 km persecución |
| Campeonato Mundial |                                 |                   |                         |
| Año                | Lugar                           | Medalla           | Prueba                  |
| 2001               | Lahti (Finlandia)               | Medalla de oro    | 15 km                   |
| 2001               | Lahti (Finlandia)               | Medalla de oro    | 10 km+10 km persecución |
| 2001               | Lahti (Finlandia)               | Medalla de plata  | Relevo 4 × 10 km        |
| 2003               | Val di Fiemme (Italia)          | Medalla de oro    | 10 km+10 km persecución |
| 2003               | Val di Fiemme (Italia)          | Medalla de bronce | Relevo 4 × km           |